# Mariano Curicama
Mariano Curicama (Guamote, 2 de enero de 1965) es un político y dirigente indígena ecuatoriano de etnia kichwa. Parte de los fundadores del movimiento Pachakutik.

## Carrera política
Fundó y participó en el partido político de Pachakutik hasta su expulsión en el 2012. Sin embargo, su separación no fue notificada oficialmente.
En 1992, es electo alcalde de Guamote, siendo considerado el primer alcalde indígena del Ecuador y de Latinoamérica.